# GRE (test)
GRE test (engl. Graduate Record Examinations) je standardizovani test to je deo procesa prijema za mnoge postdiplomske škole u Sjedinjenim Državama i Kanadi i nekoliko drugih zemalja. GRE je u vlasništvu i administrira ga Služba za obrazovno testiranje (ETS). Test je 1936. ustanovila Karnegijeva fondacija za unapređenje nastave.
Prema ETS-u, GRE ima za cilj da izmeri verbalno rezonovanje, kvantitativno rezonovanje, analitičko pisanje i veštine kritičkog mišljenja koje su stečene tokom dugog perioda učenja. Sadržaj GRE testa se sastoji od određenih specifičnih analiza ili tumačenja podataka, argumenata i zaključivanja, algebre, geometrije, aritmetike i rečničke sekcije. GRE opšti test se nudi kao računarski-baziran ispit koji se sprovodi u centrima za testiranje i instituciji u vlasništvu ili ovlašćenoj od strane Prometrika. U procesu upisa u postdiplomske škole, nivo naglaska koji se stavlja na GRE rezultate uveliko varira među školama i odeljenjima. Važnost GRE rezultata može varirati od puke formalnosti za prijem do važnog faktora odabira.
GRE je značajno revidiran u avgustu 2011. godine, što je rezultiralo ispitom koji je prilagodljiv na bazi pojedinačnih sekcija, a ne pitanje po pitanje, tako da učinak na prvom verbalnom i matematičkom delu određuje poteškoću u drugom predstavljenom delu (ne računajući eksperimentalni deo). Sve u svemu, test je zadržao delove i mnoge tipove pitanja iz svog prethodnika, ali je skala bodovanja promenjena u skalu od 130 do 170 (sa skale od 200 do 800).
Cena polaganja testa je 205 USD, iako je ETS voljan da smanji naknadu pod određenim okolnostima. Takođe pruža finansijsku pomoć GRE kandidatima koji dokažu ekonomske teškoće. ETS ne objavljuje rezultate koji su stariji od pet godina, iako će politike postdiplomskog programa o prihvatanju bodova starijih od pet godina varirati.
Nekada skoro univerzalno potreban za prijem na doktorske studije naučnih programa u SAD, njegova upotreba u tu svrhu je naglo opala.

## Spoljašnje veze
- Zvanični veb-sajt
- GRE information website for residents of Mainland China, English version Архивирано новембар 8, 2017 на сајту  - by the Chinese National Education Examinations Authority
- „Registration, Test Centers and Dates”. Ets.org.
- „A Snapshot of the Individuals Who Took GRE General Test” (PDF).
- „GRE Revised General Test: About the GRE revised General Test”. Ets.org.
- „GRE Revised General Test: Test Centers and Dates”. Ets.org.